# Night & Day Big Band
Night & Day Big Band è il diciottesimo album in studio del gruppo musicale statunitense Chicago, pubblicato nel 1995.

## Tracce
1. Chicago
2. Caravan
3. Dream a Little Dream of Me
4. Goody Goody
5. Moonlight Serenade
6. Night and Day
7. Blues in the Night
8. Sing, Sing, Sing
9. Sophisticated Lady
10. In the Mood
11. Don't Get Around Much Anymore
12. Take the "A" Train

## Formazione
- Bill Champlin - tastiera, chitarra, voce
- Bruce Gaitsch - chitarra
- Tris Imboden - batteria, armonica
- Robert Lamm - tastiera, voce
- Lee Loughnane - tromba, flicorno
- James Pankow - trombone
- Walter Parazaider - legni
- Jason Scheff - basso, voce